# Arisaema nagiense
Arisaema nagiense là một loài thực vật có hoa trong họ Ráy (Araceae). Loài này được Tom.Kobay., K.Sasam. & J.Murata mô tả khoa học đầu tiên năm 2008.